# 549706 Spbuni
549706 Spbuni è un asteroide della fascia principale. Scoperto nel 2011, presenta un'orbita caratterizzata da un semiasse maggiore pari a 2,6448336 au e da un'eccentricità di 0,2949733, inclinata di 12,78298° rispetto all'eclittica.